# Смотри, как падают люди
«Смотри, как падают люди» (фр. Regarde les hommes tomber) — французский дебютный фильм режиссёра Жака Одиара, снятый в 1994 году. Фильм награждён премией «Сезар»: за лучший режиссёрский дебют (Жаку Одиару), перспективному актёру (Матьё Кассовиц) и монтаж (Жюльет Вельфлин). На премию также номинировался сценарий авторства Жака Одиара, и Алена Ле Анри (по роману Терри Уайта «Треугольник»).

## Сюжет
Представителя «визитко-типографского» бизнеса, пятидесятилетнего Симона, в его текущей жизни уже ничто не интересует и не может расшевелить, но после того, как его единственный друг полицейский Микки попал в кому из-за неизвестных людей, жизнь Симона резко меняется: он бросает работу и жаждет отомстить за друга.
За два года до этих действий аферист-мошенник Маркс берет командование над легкомысленным Джонни, обучив его своим хитростям и уловкам.

## В ролях
| Актёр              | Роль        |
| ------------------ | ----------- |
| Жан-Луи Трентиньян | Маркс       |
| Жан Янн            | Симон       |
| Матьё Кассовиц     | Джонни      |
| Бюль Ожье          | Луиза       |
| Кристина Паскаль   | Сандрин     |
| Ивон Бек           | Бек         |
| Ов Веровен         | гомосексуал |
| Роже Мольен        | Марлон      |

## Награды
| Наградыи та номинации фильма «Смотри, как падают люди» | Наградыи та номинации фильма «Смотри, как падают люди» | Наградыи та номинации фильма «Смотри, как падают люди» | Наградыи та номинации фильма «Смотри, как падают люди» | Наградыи та номинации фильма «Смотри, как падают люди» | Наградыи та номинации фильма «Смотри, как падают люди» |
| Год                                                    | Награды                                                | Категория                                              | Номинант                                               | Результат                                              |                                                        |
| ------------------------------------------------------ | ------------------------------------------------------ | ------------------------------------------------------ | ------------------------------------------------------ | ------------------------------------------------------ | ------------------------------------------------------ |
| 1995                                                   | Премия «Сезар»                                         | Лучшая дебютная работа                                 | Жак Одиар                                              | Победа                                                 |                                                        |
| 1995                                                   | Премия «Сезар»                                         | Самый многообещающий актёр                             | Матьё Кассовиц                                         | Победа                                                 |                                                        |
| 1995                                                   | Премия «Сезар»                                         | Лучший монтаж                                          | Жюльетт Вельфлин                                       | Победа                                                 |                                                        |
| 1995                                                   | Премия «Сезар»                                         | Лучший оригинальный или адаптированный сценарий        | Жак Одиар, Ален Ле Анри                                | Номинация                                              |                                                        |